# التلغراف الفلسطيني (صحيفة)
التلغراف الفلسطيني هي أول صحيفة إلكترونية تتخذ من قطاع غزة مقراً لها. ويتألف طاقمها من متطوعين فلسطينيين ودوليين، من صحفيين محترفين و"صحفيين مواطنين لا يأخذون مهام من محررين أو يتقاضون رواتب من وسائل الإعلام التي تسيطر عليها الشركات".
سامح حبيب، مؤسس الصحيفة، كان حينها من سكان غزة ومصورًا صحفيًا. وقد كان الهدف، بحسب حبيب، هو نشر "أصوات الشعب الفلسطيني والشرق الأوسط وغيرهم من السكان الأصليين في جميع أنحاء العالم".
بدأت الصحيفة كمدونة يديرها حبيب البالغ من العمر 23 عامًا، ومقرها في قطاع غزة طوال حرب غزة التي استمرت ثلاثة أسابيع في شتاء 2008-2009. أصدر تقارير محدثة من جهاز الكمبيوتر الخاص به، ووصف الموقف على مدونته القائمة على برنامج ووردبريس.
صدرت النسخة الأولى من الجريدة الإلكترونية تحت اسم "التلغراف الفلسطيني" (The Palestine Telegraph) في 11 مارس 2009. الصحيفة هي مشروع غير ربحي يعتمد على مساهمات الجهات المانحة لعملياتها. يشغل حبيب منصب رئيس مجلس الإدارة كرئيس ومؤسس ويشغل منصب رئيس التحرير.
في فبراير 2010، أثارت الصحيفة جدلاً عندما نشرت مقالاً زعم أن مستشفى مساعدات الطوارئ التابعة لجيش الدفاع الإسرائيلي في هايتي (بعد زلزال هايتي عام 2010) كان يحصد الأعضاء ويبيعها في السوق السوداء سراً. استشهد المقال، الذي كتبه المدون الأمريكي ستيفن ليندمان، بمقطع فيديو تم بثه على قناة المنار التابعة لحزب الله، والذي يتكون من تحذير من شخص يُدعى "تي ويست" ادعى أنه يمثل مجموعة (AfriSynergy)، لكنه لم يذكر أي دليل. وردا على ذلك، صرح الرئيس المؤسس سامح حبيب أن مقال ليندمان "يمثله وآرائه. بعض الناس يؤمنون بهذا والبعض الآخر لا يؤمنون". في أعقاب ذلك، اضطرت جيني تونج، التي كانت في ذلك الوقت راعية للصحيفة، إلى التنحي كمتحدثة باسم الصحة في مجلس اللوردات في 12 فبراير 2010. في مقال متابعة لصحيفة جيروزاليم بوست في 14 فبراير 2010، شجب ادعاء حصاد الأعضاء باعتباره زائفًا، وصفت جيني تونج هذا الادعاء بأنه "ادعاء سخيف".
استقالت البارونة تونج من مجلس الرعاة في أبريل 2010، بعد أن نشرت صحيفة التلغراف الفلسطيني مقطع فيديو - تمت إزالته منذ ذلك الحين - من ديفيد ديوك، الزعيم السابق لمنظمة كو كلوكس كلان، الذي ادعى أن إسرائيل تمثل تهديدًا إرهابيًا للولايات المتحدة.